# 张天任
张天任（1962年—），浙江长兴人，汉族，中华人民共和国政治人物。

## 生平
毕业于中国人民解放军炮兵学院南京分院经济管理专业，加入中国共产党。2013年，被选为全国人大代表。2018年2月24日，当选为第十三届全国人大代表。